# M8 Greyhound
L'autoblindo M8 Greyhound (levriero) era un veicolo da ricognizione utilizzato dall'esercito degli Stati Uniti nel corso della Seconda guerra mondiale. Fu utilizzato sul fronte occidentale dagli Stati Uniti. Dopo la Seconda guerra mondiale fu fornito a tutti gli alleati degli Stati Uniti, fra cui Italia e Francia, rimase in servizio in alcuni eserciti fino all'inizio degli anni novanta del XX secolo. Nel corso della guerra furono costruiti 8634 veicoli.

## Lo sviluppo
All'inizio della Seconda guerra mondiale l'US Army (Esercito Statunitense) non aveva in linea autoblindo (armoured car) ma solo veicoli da ricognizione (scout car). La differenza principale fra i due tipi di veicolo risiedeva nel fatto che, mentre le autoblindo avevano un armamento relativamente pesate in torretta, i veicoli da ricognizione avevano una protezione sensibilmente minore ed erano armati solo di mitragliatrici su affusti a plinto o mobili su rotaie, in compenso questi ultimi potevano trasportare una mezza squadra di fanteria. Nella riorganizzazione dell'Esercito del 1940 i compiti della cavalleria furono trasferiti alle truppe corazzate, lasciando la cavalleria con compiti unicamente di ricognizione. È comunque importante mettere in evidenza che le industrie in grado di produrre autoblindo erano sensibilmente più di quelle in grado di produrre veicoli cingolati e soprattutto che alcuni progetti erano già disponibili sui tavoli per essere venduti alla Gran Bretagna nell'ambito delle leggi Lend Lease, tuttavia questi studi, basati sulle esperienze britanniche erano molto differenti fra loro, non essendo ancora bene definita la missione delle autoblindo. Mentre i britannici, in base alla loro esperienza operativa, si focalizzavano su autoblindo medie e pesanti, nell'esercito statunitense l'orientamento era verso autoblindo leggere.
L'inizio degli studi sull'M8 nel 1941 era finalizzato allo studio di un veicolo cacciacarri ruotato. I requisiti fondamentali erano: velocità e capacità di movimento su terreno vario elevate, trazione 6x6 (sei ruote, tutte motrici), silhouette bassa, peso limitato, armamento da 37 mm. Per questo furono approntati due prototipi (T22 dalla Ford e T23 dalla Fargo Crysler) su richiesta ed un terzo (T21) come private venture della Studebaker. Successivamente furono emesse specifiche per i veicoli T22E1 e T23E1, versioni a quattro ruote dei veicoli analoghi. Già all'inizio del 1942 apparve chiara l'insufficienza del cannone 37 mm come arma anticarro, quindi il ruolo del veicolo fu spostato alla ricognizione a favore dei battaglioni mobili anticarro e delle unità di cavalleria, quindi nel marzo di quell'anno il veicolo fu ridesignato come autoblindo leggera (light armoured car). Il veicolo prescelto, dopo una serie di prove durate solo due mesi, fu il T22 della Ford. I problemi tecnici (particolarmente il basso rapporto potenza/peso) portarono ad una revisione del progetto del mezzo, che fu accettato (T22E2) il 19 maggio 1942 come M8 Light Armoured Car.
Nell'ottobre 1942, dato che erano in corso studi su 5 diversi modelli di autoblindo, con pesi variabili da 7 a 26 t, fu istituita una commissione, denominata "commissione Palmer" dal suo presidente (gen. W.B. Palmer) che esaminò i veicoli coinvolti fra cui le autoblindo T13, T17, T17E1, T18E1, T19, T21, T22. La commissione stabilì che le autoblindo dovevano essere leggere, veloci, economiche e con un armamento principale di calibro non superiore a 37 mm, abbandonando totalmente il concetto di autoblindo con armamento pesante portato avanti in Gran Bretagna.
La produzione dell'M8 presso la Ford iniziò solo nel marzo 1943.
La controversia più lunga fu sull'armamento secondario del veicolo, dato che la cavalleria voleva una mitragliatrice per la protezione contraerei, mentre il comando dei cacciacarri non sentiva il bisogno di un'arma del genere. I primi veicoli erano mancanti di ogni forma di protezione contraerei, quindi la cavalleria effettuò uno studio per montare un supporto per una mitragliatrice da 12,7 mm (0,5 in), cambiando diverse volte l'orientamento fra supporto ad anello e supporto a plinto. Dato che all'atto dello sbarco in Normandia non era ancora stata decisa una soluzione, le unità utilizzarono diverse soluzioni sperimentate sul campo. All'atto pratico la mitragliatrice da 12,7 mm si dimostrò talmente utile che nell'agosto del 1944 il comando logistico statunitense sul teatro di guerra europeo (ETO) emise un bollettino tecnico in cui veniva stabilito di montare su tutte le M8 in servizio nel teatro un anello M50 per il supporto della Browning M2 12,7 mm.
Nel gennaio del 1944 l'esercito decise di sviluppare una protezione nella parte inferiore dello scafo, per proteggere l'equipaggio dalle mine tedesche, problema evidenziato fin dai primi test dell'autoblindo e sperimentato nella campagna d'Italia, lo sviluppo portò ad una riprogettazione del pavimento della cabina, modifiche implementate su tutti i veicoli costruiti a partire dal giugno di quell'anno.
Altre modifiche furono richieste per ripristinare le munizioni disponibili, dopo che i 64 colpi della rastrelliera principale erano stati sostituiti dalla seconda radio, lasciando la dotazione di colpi a solo 16 colpi (in torretta). Non fu mai trovata una soluzione totalmente soddisfacente, dato che la soluzione adottata (una rastrelliera da 20 colpi fra i due seggiolini della torretta ed una da 43 colpi dietro il sedile del guidatore) toglieva molto spazio all'equipaggio, che trovava così grosse difficoltà a muoversi.
Ulteriori modifiche furono l'aggiunta di un supporto pieghevole per l'M2 12,7 mm dietro alla torretta, l'aggiunta di un treppiedi per mitragliatrice fra le dotazioni di bordo e l'aggiunta di due casse di stoccaggio sui parafanghi posteriori.

## La tecnica
L'M8 aveva uno scafo saldato, diviso in tre compartimenti: guidatore, anello di torretta e vano motore, con la parte anteriore a cuneo e la parte posteriore piana, aperta per le grigliature di raffreddamento del motore (posteriore). Il motore era un Hercules JXD con 6 cilindri in linea, cilindrata 5244 cm3 (320 cu in), che usava benzina a 70 ottani. Il meccanismo di trasmissione, operante su tutti e tre gli assi, era basato su componenti commerciali. Le marce erano quattro avanti e due retromarce, con la possibilità di riduzione per il movimento fuori strada. La trazione era su 6 ruote con sospensione a balestre.
La torretta era di costruzione saldata (sebbene nelle T22 fosse di costruzione fusa) ed era aperta sul tetto, praticamente era fornita di una copertura superiore solo sull'otturatore del cannone. L'armamento principale (presente su tutti i veicoli) era il cannone M6 37 mm (elevazione da -10 a +20°) con una mitragliatrice Browning M1919A4 da 7,62 mm (0,3 in) coassiale (a destra). A sinistra del cannone era il mirino telescopico M70D. Il movimento in direzione (brandeggio) sui primi veicoli era con una sola velocità, successivamente fu possibile usare due diverse velocità, sempre comunque in manuale. I colpi per il cannone erano in una rastrelliera a destra della torretta (64) e in due rastrelliere da 8 colpi ciascuna all'interno della torretta. Successivamente, quando la cavalleria chiese di inserire una seconda radio nel veicolo, i 64 colpi furono ridotti per lasciare spazio alla radio. Il munizionamento disponibile per il M6 37 mm era:
- granata anticarro M51B1 o B2
- granata ad alto esplosivo M63
- granata antipersonale M2

La dotazione di radio, considerando che il ruolo fondamentale del veicolo era la ricognizione, era significativa: nei veicoli della prima serie erano inseriti un trasmettitore SCR-193 ed un ricevitore SCR-312, tuttavia la cavalleria sostituì queste radio con le più moderne SCR-506 (a modulazione di frequenza) e SCR-508 (per le comunicazioni a breve distanza).
Era previsto il caricamento esterno di sei mine M1A1 anticarro, ma generalmente gli equipaggi preferivano utilizzare lo spazio destinato alle mine per bagagli personali o per taniche per l'acqua o la benzina.
L'equipaggio di 4 uomini era su: pilota ed assistente pilota (nei due sedili nella parte anteriore dello scafo) e cannoniere e caricatore nei due seggiolini in torretta. Il caricatore era anche il comandante del mezzo.

## Le varianti
Le richieste del Comando cacciacarri erano di avere sullo stesso scafo dell'M8, oltre al veicolo base, anche un veicolo comando, un veicolo blindato trasporto personale e un veicolo contraerei. Sulla base di queste richieste furono sviluppati:
- T26 Armored Command Car (veicolo corazzato comando)
- T20 Personnel-Cargo Carrier (trasporto carichi e personale)
- T69 Multiple Gun Motor Carriage (MGMC - veicolo per arma multipla) con funzioni contraereri

Ben presto fu chiaro che le esigenze del T26 e del T20 erano tanto simili che non era necessario costruire due veicoli differenti, quindi il progetti furono unificati per produrre l'M20 Armoured Utility Car (veicolo multiuso blindato).
Il T69 fu prodotto inizialmente utilizzando l'affusto quadruplo Maxton per M2 12,7 mm motorizzato, ma apparve chiaro che il veicolo aveva prestazioni inferiori a quelle dell'M16, che era su scafo semicingolato ed aveva lo stesso armamento.

## Utilizzo nella Seconda guerra mondiale
Inizialmente le M8 furono distribuite anche alle unità operative solo per prova ed addestramento, ma, quando la produzione iniziò ad aumentare, cioè verso la fine del 1943 iniziò la distribuzione sulla base delle TOE (Tables of Organization and Equipment - Tabelle di organizzazione e dotazioni) stabilite dopo le esperienze della Campagna del Nord Africa. La maggior parte delle autoblindo fu assegnata alle unità di cavalleria, anche se la funzione originale era quella di operare con i battaglioni cacciacarri (tank destroyers).
Alla fine del 1943 ed inizio del 1944 i reggimenti di cavalleria non indivisionati furono sciolti per formare battaglioni (squadron) autonomi, su una compagnia (troop) comando, tre compagnie su veicoli da ricognizione (in cui operavano le M8), una compagnia su cannoni d'assalto (M8 Howitzer motor carriage) ed una compagnia su carri leggeri. Nel ETO operarono 13 squadron autonomi, generalmente alle dipendenze di un corpo d'armata, mentre nel teatro operativo mediterraneo (MTO) operarono solo due squadroni autonomi, dato che nell'Esercito Statunitense questo teatro operativo era considerato secondario rispetto all'ETO. Oltre a questi operarono 16 squadron inquadrati nelle divisioni corazzate e 42 troop inquadrati nelle divisioni di fanteria. Oltre a questi operarono un numero non definito di plotoni da ricognizione nell'ambito dei battaglioni cacciacarri.
Le prime M8 furono schierate nel MTO nell'autunno 1943 e nell'inverno 1944. Il mezzo ebbe il battesimo del fuoco con il 91st CRSM (Cavalry Reconnaissance Squadron Mechanized - Squadrone di cavalleria meccanizzato da ricognizione), il 17 gennaio 1944 nel corso della battaglia di Montecassino, quando schermò la 36th Infantry division (divisione di fanteria) nell'attraversamento del Rapido. Le M8 operarono anche nello sbarco di Anzio e successivamente nell'inseguimento delle truppe tedesche fino alla linea Gotica. Le perdite nella campagna di Italia furono di 111 M8, per la maggior parte nel 1945, soprattutto a causa di mine.
Nell'ETO erano disponibili circa 1500 M8 all'inizio dello sbarco in Normandia e furono utilizzate fin dal primo giorno dello sbarco, per prendere contatto con i paracadutisti della 82nd Airborne division (82ª divisione aerotrasportata) a Saint Mère Eglise. In Normandia le M8 non furono in grado di fornire prestazioni adeguate alla richiesta capacità di ricognizione, soprattutto per il terreno estremamente sfavorevole ad operazioni fuori strada, tuttavia dopo l'Operazione Cobra la loro efficacia fu dimostrata negli ampi spazi liberi lasciati dalla rotta tedesca, quando furono impiegate molto più estesamente, anche se non in un compito particolarmente adatto al veicolo, cioè per la copertura dei fianchi delle unità avanzanti. Questo fatto è indicato dalle perdite di M8: 47 dallo sbarco al 20 luglio (data di inizio dell'operazione Cobra) e 264 da quella data al 20 settembre. Nel corso della guerra nell'ETO furono perse 961 autoblindo, raggiungendo il tetto massimo di 200 nel mese di gennaio 1945.
Nel teatro di operazioni del Pacifico (PTO) le M8 furono usate in piccolo numero, particolarmente nei combattimenti nelle Filippine e ad Okinawa dall'esercito. Non operarono mai con i marines.
I paesi alleati ebbero alcune M8, in particolare la Gran Bretagna ne ebbe 496 fra il 1944 ed il 1945, usate per la maggior parte in Italia. Invece il maggior utilizzatore (escluso l'esercito statunitense) furono le forze della Francia Libera, con ben 689 veicoli. Il Brasile ebbe solo 20 veicoli tramite la legge Lend Lease, utilizzate tutte in Italia.

## Utilizzo successivo alla Seconda guerra mondiale
Nonostante che nel dicembre 1944 fosse standardizzato un nuovo modello di autoblindo, superiore alla M8 (la M38 Wolfhound), la produzione non iniziò mai, quindi la M8 rimase l'autoblindo leggera dell'Esercito USA anche nel dopoguerra. La maggior parte di veicoli fu assegnata alla US Constabulary force (forze di polizia statunitensi), forza militare destinata essenzialmente al controllo delle frontiere tedesche, fino al dicembre 1952.

M8 Greyhound dell'Esercito Italiano

Successivamente le M8 furono utilizzate nella guerra di Corea con l'esercito della Corea del Sud, mentre non furono schierate dall'esercito statunitense.
Invece le M8 furono ampiamente usate dalla Francia nella guerra d'Indocina, inquadrate nella 2me Division Blindèe.
Dopo la guerra di Corea la M8 fu ritirata dal servizio attivo nell'esercito statunitense, ma fu ceduta ad un certo numero di nazioni della NATO: Belgio, Norvegia, Germania, Italia, Portogallo, Grecia e Turchia e neutrali: Austria e Jugoslavia. Nel corso degli anni cinquanta e sessanta furono date in gran quantità a nazioni dell'America Latina, Asia e Africa: Colombia, El Salvador, Guatemala, Haiti, Giamaica, Messico, Perù, Venezuela, Brasile, Etiopia, Iran, Marocco, Arabia Saudita, Taiwan, Thailandia, Tunisia. Un ulteriore fornitore fu la Francia, soprattutto sul mercato africano.
Infine non si può trascurare che un buon numero di M8 ed M20 è stato acquistato (disarmato) da collezionisti privati ed in alcuni casi restaurato con risultati notevolmente brillanti.
Nell'Esercito Italiano le autoblindo M8 Greyhound furono in servizio nei reparti esploranti

## Galleria d'immagini

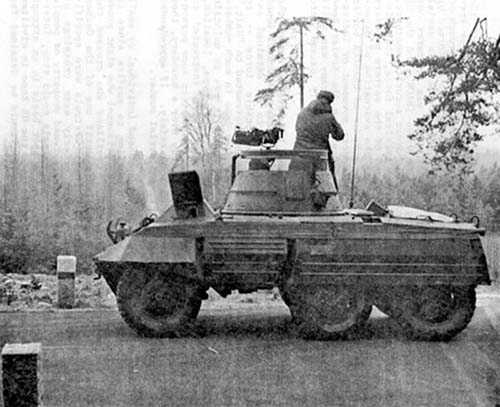
Vista laterale di una M8
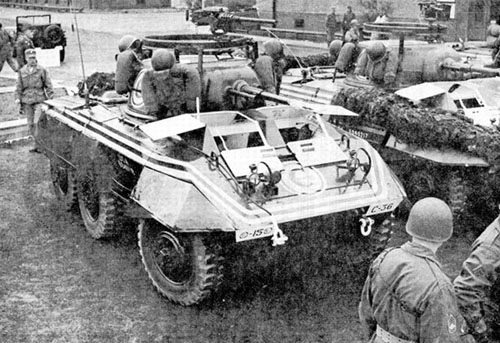
M8 con le insegne della US Constabulary force
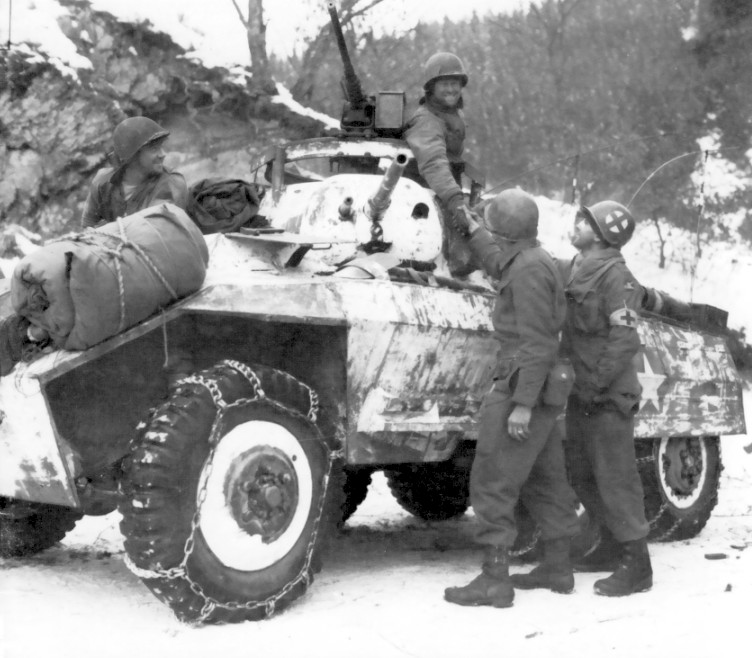
M8 con l'attrezzatura invernale
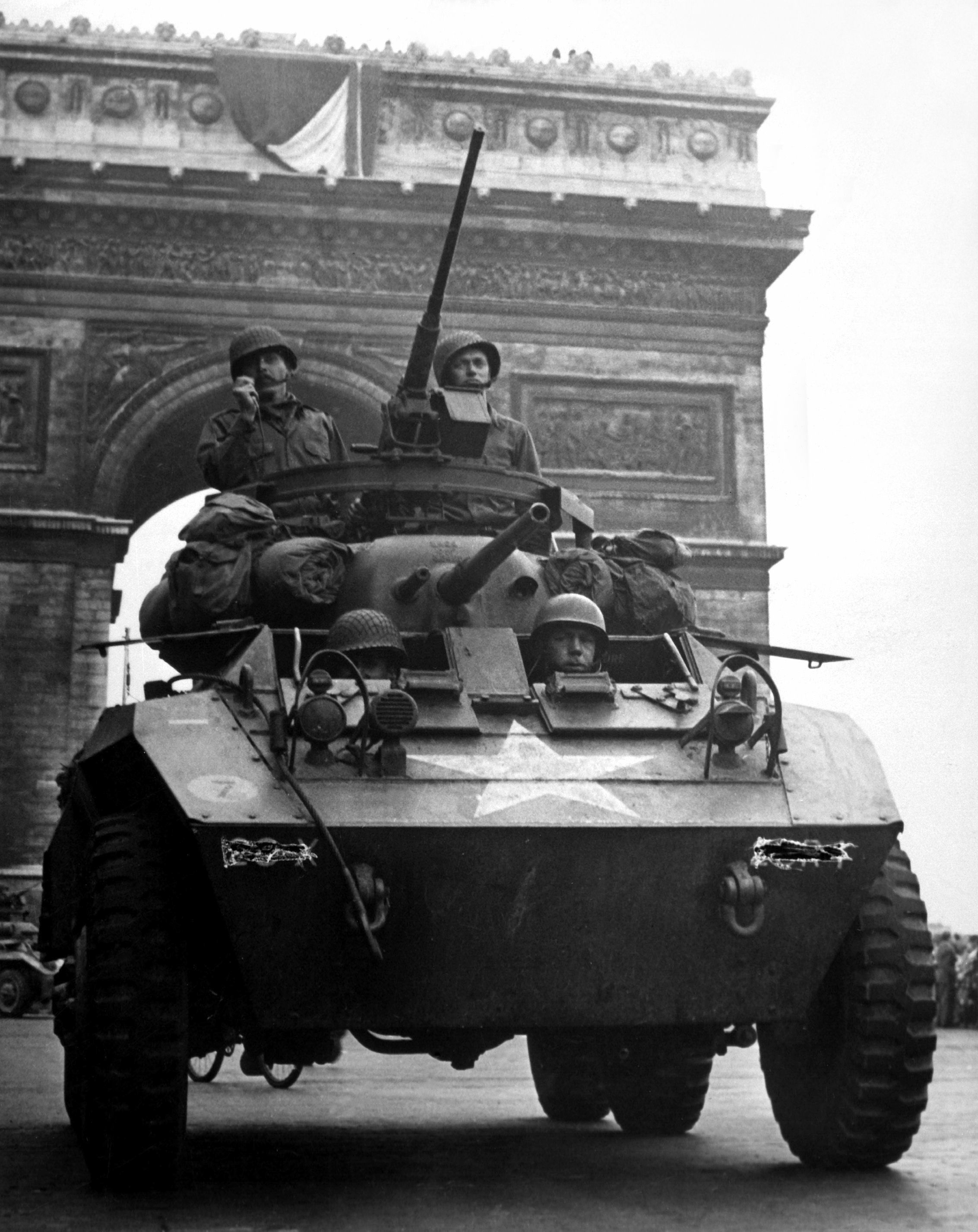
M8 a Parigi (1944)